# César Landa
César Rodrigo Landa Arroyo (Lima, 15 de junio de 1958) es un abogado, constitucionalista y docente universitario peruano. Fue ministro de Relaciones Exteriores durante el gobierno de Pedro Castillo y presidente del Tribunal Constitucional durante 2006 y 2008. También ejerció como viceministro de Justicia en 2004.

## Biografía

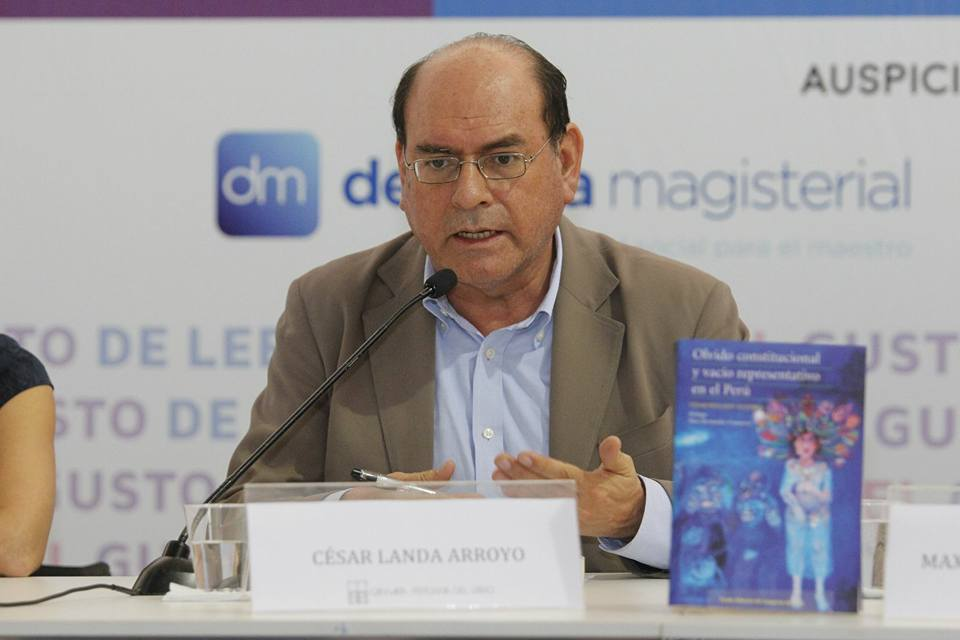
Landa en 2015

Nació el 15 de junio de 1958. Hijo de César Rodrigo Landa Tovar y Eloisa Arroyo Galarza.
Realizó estudios superiores en la Facultad de Derecho de la Pontificia Universidad Católica del Perú, de donde se graduó de bachiller con la mención de sobresaliente y obtuvo el título de abogado en 1984. Este último año, obtuvo una beca del Instituto de Cooperación Iberoamericana para continuar sus estudios en la Universidad de Alcalá de Henares, de la que se graduó de doctor con la distinción máxima de apto cum laude (1987). Posteriormente, hizo estudios de posdoctorado en el Instituto Europeo de Estudios Comparados de la Universidad de Bayreuth y en el Instituto Max Planck de Derecho Comparado de Heidelberg (1997-1998).

## Trayectoria
En 1986, fue nombrado profesor en el Instituto Nacional de Administración Pública de España. Y, al año siguiente, al regresar a su país, ingresó a su antigua universidad como profesor de Derecho Constitucional y creador de la maestría de esta misma rama (1989). Posteriormente, sería decano de la escuela de Derecho de esta casa de estudios entre el 2012 y el 2014. Desde 1992 es también profesor en la Facultad de Derecho de la Universidad Mayor de San Marcos. Además, ha sido profesor visitante de las universidades de León (2000-2001) y Castilla-La Mancha (2002).
Fue nombrado miembro de la Comisión de Estudio de las Bases de la Reforma Constitucional en 2001 y del Comité Jurídico de la Comisión de Constitución del Congreso de la República al año siguiente.
En 2003, a propuesta del Estado peruano, fue designado juez ad hoc de la Corte Interamericana de Derechos Humanos, cargo al que renunció en 2004.

### Viceministro de Justicia
En febrero de 2004, fue nombrado viceministro de Justicia por el presidente Alejandro Toledo, en la gestión del ministro Baldo Kresalja. Como tal, fue representante ante el Consejo Nacional de Derechos Humanos y representante del Estado peruano ante el Comité de Expertos del Mecanismo de Seguimiento de la Implementación de la Convención Interamericana contra la Corrupción.
En diciembre de 2004, el Congreso lo eligió magistrado del Tribunal Constitucional. Juró como magistrado del Tribunal el día 27 de diciembre. 

### Presidente del Tribunal Constitucional
En 2006, por elección del pleno de dicho colegiado, fue nombrado presidente del Tribunal Constitucional, puesto que desempeñó hasta el 2008.

### Ministro de Estado

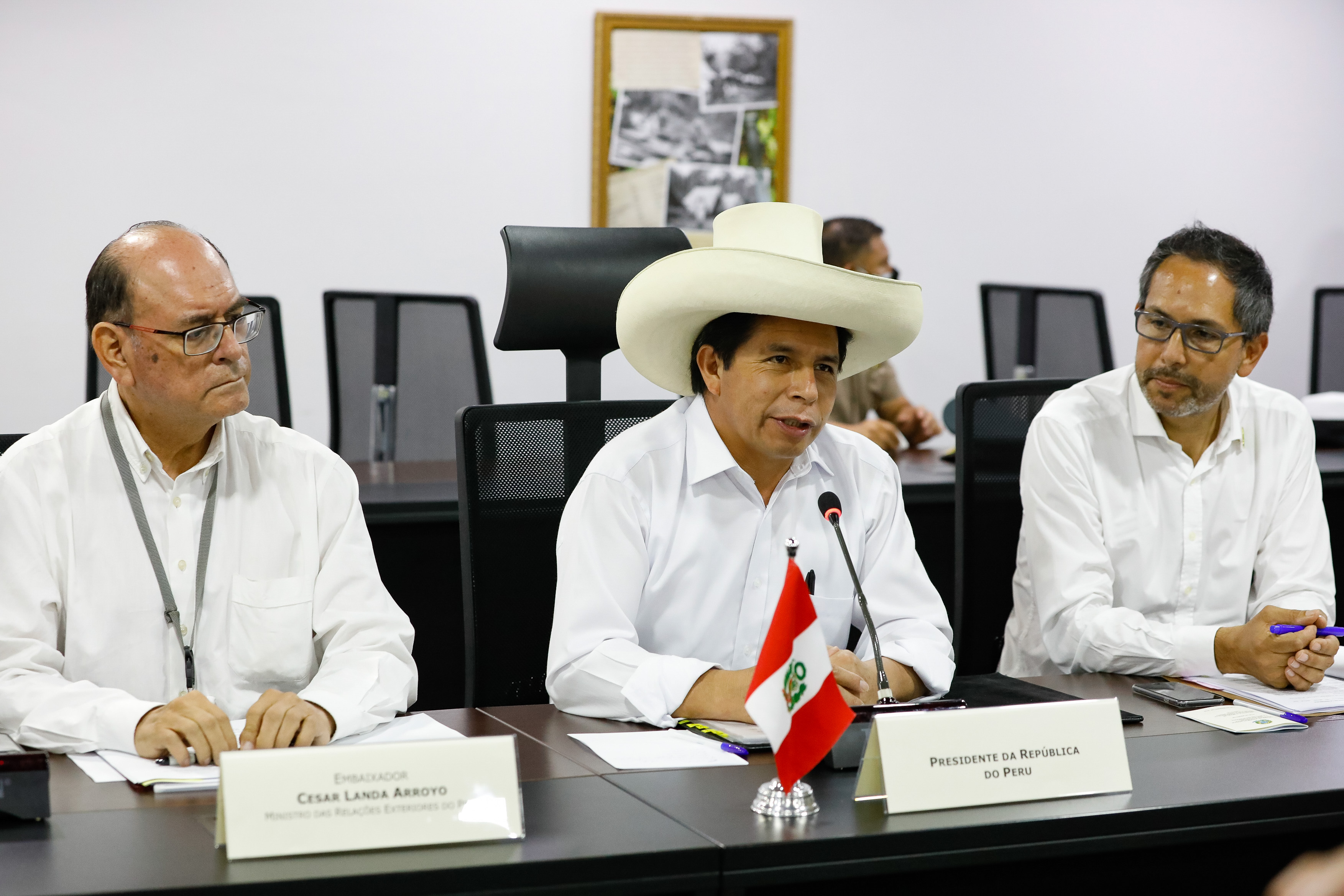
Landa junto con el presidente Pedro Castillo

El 1 de febrero de 2022, fue nombrado y posesionado por el presidente Pedro Castillo como ministro de Relaciones Exteriores del Perú. Mantuvo este cargo hasta el 5 de agosto, día en que el presidente Castillo hizo una recomposición de su gabinete.
El 13 de septiembre del mismo año, tras treinta y nueve días de haber sido reemplazado, nuevamente fue nombrado y posesionado por el presidente Castillo como ministro de Relaciones Exteriores del Perú. Esto tras la salida de su predecesor, Miguel Rodríguez Mackay, debido a diferencias con el presidente Castillo.